# Католицизм в Мозамбике
Католицизм в Мозамбике. Католическая церковь Мозамбика является частью всемирной Католической церкви. Численность католиков в Мозамбике составляет около 4 миллионов 380 тысяч человек (22 % от общей численности населения) по данным Католической энциклопедии; 4 миллиона 314 тысяч человек (22,3 %) по данным сайта Catholic Hierarchy.

## История
Первая католическая миссия на территории современного Мозамбика была основана в 1500 году францисканцами. В середине XVI века миссионерскую деятельность начали португальские иезуиты из Гоа, в 1561 году иезуит Гонсалу да Сильвейра крестил короля Мономотапы, государства частично располагавшегося на территории Мозамбика. В XVII веке миссию вели здесь иезуиты и доминиканцы.
В 1612 году учреждена апостольская администратура Мозамбика, в 1783 году она была преобразована в территориальную прелатуру. В середине XVIII века Мозамбик официально был объявлен колонией Португалии.
В 1759 году деятельность ордена иезуитов была запрещена в Португалии и во всех её колониях. Антиклерикальная политика португальского правительства начала XIX века привела к резкому снижению миссионерской деятельности, к 1855 году в Мозамбике не осталось ни одного католического миссионера. В конце XIX века миссия была возобновлена усилиями иезуитов и францисканцев.
В 1940 году отношения между португальскими властями и Церковью были урегулированы с заключением конкордата между Португалией и Святым Престолом, что позволило в том же году создать в Мозамбике регулярные церковные структуры. В столице Мозамбика Лоренсу-Маркеше (совр. Мапуту) была образована архиепархия-митрополия, которой подчинялись епархии Бейры и Нампулы. Первым архиепископом-митрополитом стал кардинал Теодозиу Клементе де Гувейя.
После нормализации церковно-государственных отношений число католиков в Мозамбике резко выросло. В 1936 году их было около 60 тысяч, а в 1963 уже 850 тысяч человек. Во второй половине XX века в стране были учреждены ещё 9 епархий, а епархии Бейры и Нампулы в 1984 году получили статус архиепархий-митрополий.
В 1967 году образована Конференция католических епископов Мозамбика. В 1974 году была основана апостольская делегатура в Мапуту (апостольский делегат — специальный посланник папы римского, не имеющий дипломатического статуса), в 1996 году её статус был повышен до полноценной нунциатуры.
В июне 1975 году Мозамбик провозгласил независимость. Вскоре после этого в стране развернулась гражданская война, поставившая Мозамбик на грань гуманитарной катастрофы. Католическая церковь принимала активное участие в доставке в Мозамбик гуманитарной помощи. Католическая церковь также приняла активное участие в политическом урегулировании конфликта, завершившегося в 1992 году подписанием мирного договора.
В 1988 году Мозамбик посетил папа Иоанн Павел II. В том же году первым чернокожим кардиналом Мозамбика стал Алешандри Жозе Мария душ Сантуш.

## Современное состояние
Мозамбик отличается пёстрым религиозным составом, католики формируют вторую по численности религиозную общину страны (22 % населения), уступая последователям африканских культов (34 %) и опережая протестантов и мусульман (по 20 %). В стране служат 498 священников, действуют 280 приходов. Организационно приходы объединены в 3 архиепархии-митрополии: Архиепархия Мапуту, архиепархия Бейры и архиепархия Нампулы и 9 епархий: епархия Иньямбане, епархия Шаи-Шаи, епархия Герю, епархия Келимане, епархия Тете, епархия Шимойо, епархия Лишинги, епархия Накалы и епархия Пембы.